# Nikolaus Klehr
Nikolaus-Walther Klehr (* 7. November 1944 in Breslau; † Mai 2016 in Traunstein) war ein Dermatologe mit Praxen in Traunstein, München und Salzburg. Klehr war wegen einer fragwürdigen Therapieform für Krebserkrankungen, deren Wirksamkeit nicht belegt ist, umstritten.

## Leben
Klehr wurde 1944 in Breslau als Sohn der Eheleute Walter und Agnes Klehr geboren. Er absolvierte ein Studium der Humanmedizin und Biologie an den Universitäten Heidelberg und Frankfurt am Main und spezialisierte sich auf die Dermatologie. In Traunstein eröffnete er Ende der 1970er Jahre eine Praxis und war dort etwa zehn Jahre als Hautarzt tätig; er lebte auch bis Ende der 1980er Jahre dort, erst in Schmidham in der Nähe Traunsteins, dann in der Stadt selbst.
Klehr war zweimal verheiratet und hatte mehrere Kinder.
Eine gewisse regionale Bekanntheit erreichte Klehr Mitte der 1970er Jahre, als er bzgl. der ehemaligen Heeres-Munitionsanstalt St. Georgen im Landkreis Traunstein, aus welcher die Stadt Traunreut entstand, immer wieder auf die Gefahren des verseuchten Erdreichs hinwies.

## Propagierte Therapie
Klehr ließ 1991 eine Eigenbluttherapie unter der Bezeichnung Autologe Target Cytokine, kurz ATC, patentieren. Die zellulären Bestandteile des Patientenblutes sollten so verändert werden, dass die hierbei freigesetzten immunaktiven Zytokine, darunter Interleukine und Tumornekrosefaktor-alpha (TNFα), nach Reinjektion die Aktivität verschiedener Immunzellen, wie zum Beispiel NK-Zellen, anregen sollten. Neben diesen Therapien bot Klehr auch Testverfahren für Krebs an.

### Kosten
Die Behandlung in Klehrs Salzburger Praxis mit täglichen Infusionen kostete, nach Angaben von Patientenangehörigen, zwischen 13.000 und 35.000 Euro. Die Übernahme der Kosten für die Autologe Target Cytokine-Behandlung nach Klehr durch die deutschen gesetzlichen Krankenkassen ist in der Anlage II der Richtlinie Methoden in der ärztlichen Versorgung des Gemeinsamen Bundesausschusses ausgeschlossen.

### Wissenschaftliche Bewertung
Die Autologe-Target-Cytokine-Therapie (ATC) nach Dr. Klehr ist für Beschäftigte im öffentlichen Dienst nicht beihilfefähig, da sie als „wissenschaftlich nicht allgemein anerkannte“ Methode bewertet wird.
Klehr hat in keinem wissenschaftlich anerkannten Journal zu seiner Therapie publiziert. „Bei keinem der von Onkologen beobachteten Patienten konnte der tödliche Verlauf einer therapieresistenten Krebskrankheit abgewendet werden.“ Die Sendung quer des Bayerischen Fernsehens fand bei Recherchen 2011 „keinen einzigen [durch Klehr] geheilten Patienten“. Hans Hege, damaliger Präsident der Bayerischen Landesärztekammer, sagte 1998, Klehr sei entweder ein „erwerbsgetriebenes Ungeheuer“, falls dieser tatsächlich über eine wirksame Methode verfüge, oder, und dies sei seine (Heges) Überzeugung, „ein Scharlatan, der mit der Hoffnung von Krebskranken Geld macht“. Bei einem Selbstversuch, bei dem ein Mitarbeiter des Fernsehmagazins Panorama als ein vermeintlicher Hautkrebspatient (dass er keinen Hautkrebs hat, wurde zuvor in einer ärztlichen Untersuchung nachgewiesen) Eigenblut per Post schickte, wurden Klehrs Behandlungsmethoden untersucht. Von Klehr wurde die angegebene falsche Diagnose bestätigt, und der vorgebliche Patient bekam aus Klehrs Praxis ein vermeintliches Antikrebsmedikament zugeschickt. Im Klinikum Großhadern wurde bei der Untersuchung des angeblichen Antikrebsmittels festgestellt, dass die Menge der Antikrebswirkstoffe geringer war als in Normalblut. Die Uniklinik Erlangen kam zuvor schon zu ähnlichen Ergebnissen. Am Klinikum Großhadern wurde außerdem nachgewiesen, dass die Ampullen Endotoxine (Giftstoffe) enthielten. Der Nachweis von Endotoxin ist mit der für Blutprodukte zur Injektion geforderten Pyrogenfreiheit nicht vereinbar.

### Kritik und Ermittlungsverfahren
Die Bayrische Ärztekammer klagte Klehr 1995 wegen Verstoßes gegen das Arzneimittelgesetz und Betrugs in 90 Fällen an, die Regierung Oberbayerns ordnete daraufhin das Ruhen seiner ärztlichen Zulassung an. Sein Anwalt, der damalige Münchner CSU-Vorsitzende Peter Gauweiler, erreichte nach mehr als einem Jahr die Aufhebung der Aussetzung und die Zulassung von Klehrs Präparaten als Arzneimittel. Der Deutschen Krebshilfe drohte er mit Schadensersatzklage in Millionenhöhe, sollte eine Studie, in der das Fehlen jeglichen Wirksamkeitsbeweises für Klehrs Methoden festgestellt wurde, veröffentlicht werden.
Seinen von einer peruanischen Universität verliehenen Professorentitel durfte er nach einem Urteil des Landgerichts München nicht mehr führen.
1995 wurde Klehr wegen unrechtmäßiger Bereicherung verurteilt und musste der Witwe eines verstorbenen Patienten die Kosten der ATC-Behandlung zurückerstatten, da nach Feststellung des Gerichts der Behandlungsvertrag „von Anfang an auf eine unmögliche Leistung“ gerichtet gewesen sei und deshalb nichtig war.
Aufgrund von Rechtsverstößen bei Verarbeitungsprozessen wurde die Erlaubnis zur Herstellung von Eigenblutpräparaten in seinem Labor 2000 von der Gesundheitsbehörde widerrufen. Festgestellt worden war, dass „über einen längeren Zeitraum hinweg mutmaßlich infektiöses Blut in einem Arbeitsprozess mit nicht kontaminiertem Blut anderer Spender bearbeitet wurde.“ Klehr praktizierte seitdem in seinen Praxen in München und Salzburg weiter. Nach Todesfällen unter seinen slowenischen Patienten in Salzburg geriet er 2008 erneut unter starke Kritik.
In Klehrs Praxis in Bad Heilbrunn applizierte der Onkologe Eike Rauchfuss unter anderem auch Galavit als vermeintliches Krebsmittel. Die Staatsanwaltschaft München II ermittelte ab dem Jahre 2000. Als vermeintliches geheiltes Krebsopfer hatte der Schauspieler Ivan Desny für Rauchfuss Werbung gemacht. Von insgesamt 132 Opfern des Skandals ist bekannt, dass sie für die Behandlung etwa 10.000 Euro bezahlt haben. Es kam 2008 zu einer Reihe von Haftstrafen, darunter fünf Jahre und acht Monate für Rauchfuss. Klehr selbst wurde wegen Verstoßes gegen das Arzneimittelgesetz zu einer Geldstrafe von 7.000 € verurteilt, weil er versucht hatte, mehrere hundert Ampullen Galavit einzuführen (Landgericht München, Az. 7 NS 66 Js 20973/00).